# Антуфьев, Евгений Владимирович
Антуфьев Евгений Владимирович (25 марта 1948 года, Орск, Оренбургской область — 18 апреля 2003 года, Кызыл, Республика Тыва)

## Биография
Антуфьев Евгений Владимирович родился 25 марта 1948 года в городе Орске Оренбургской области в семье служащих. Окончил филологический факультет КГПИ. Служил в органах Министерства внутренних дел. Майор МВД. Редактировал журнал «Улуг-Хем». В 1953 года семья переехала Кызыл.

## Творчество
Литературой занимался со школьных лет. Переписывался, встречался, обменивался сборниками с дарственными надписями с Юрием Поликарпович Кузнецовым — очень высоко ценил творчество и дружбу этого крупного русского поэта. Выпустил сборники стихов: «Два возраста» (1983), «Опасная зона» (1990), «Распятие» (1992), «Беспредел» (1999). В творчестве поэта выражены высокие понятия о чести, долге, верности, любви. Перевел на русский язык произведения В.Саган-оола, Ч.Куулара, А.Даржая, З.Байсалову, Н.Куулара. Печатался в коллективном сборнике стихов поэтов Тувы «Исток» (1988), в московском журнале «Молодая гвардия». Переводы стихотворений Черлиг-оола «Железо охлади водой», Саган-оола «Родился человек» появились в сборнике молодых поэтов «Молодая гвардия-82», посвящённом 60-летию образования СССР (1983). Был членом Союза писателей СССР.

## Награды и звания
- Медаль «За безупречную службу в органах внутренних дел»
- Лауреат премии комсомола Тувы по литературе

## Основные публикации
- Два возраста: стихи, 1983
- Опасная зона: стихи, 1990
- Распятие: стихи, проза, 1992
- Беспредел: стихи, 1999